# Stäfa
Stäfa je město v kantonu Curych ve Švýcarsku. Žije zde přibližně 14 tisíc obyvatel.

## Geografie
Stäfa leží na severním břehu Curyšského jezera, asi 20 kilometrů jihovýchodně od Curychu. Území politické obce se rozkládá od Curyšského jezera po svah masivu Pfannenstiel. Stäfa se skládá z místních částí Oetikon (u přístavu), Grundhalden a Uelikon (na svahu Pfannenstielu), Oberhusen a Dorf (u soutoku potoků Schmittenbach a Dorfbach). K obci Stäfa patří také vesnice u jezera Kehlhof a Uerikon, stejně jako osada Mutzmalen mezi jezerem a úpatím vinic Buechhalden. Rozloha činí 859 ha, z toho 46 % tvoří zemědělská půda, 19 % lesy, 27 % zastavěná plocha a 7 % dopravní infrastruktura.
Sousedními obcemi jsou Männedorf, Oetwil am See a Hombrechtikon.

## Historie

Letecký pohled (1919)

U přístaviště parníků v Uerikonu byla objevena neolitická osada na břehu řeky; dále byla nalezena hrobka dívky z doby laténské v Ober-Redlikonu, keltské zlaté mince a římské zlaté a stříbrné mince. V roce 965 daroval císař Otto I. klášteru Einsiedeln bývalá säckingská panství v Uerikonu spolu s Ufenau a Pfäffikonem a kostelem v Meilenu; v roce 972 potvrdil spolucísař Otto II. Einsiedelnu tento majetek, včetně toho ve Stäfa. Zde je samotná obec poprvé zmiňována jako Steveia.
Lid z Stäfy, poddaní kláštera Einsiedeln, se od 14. století objevují jako právně jednotná skupina obyvatelstva. Kromě nich zde žili také svobodní rolníci. Poddaní v rámci panství podléhali místnímu rychtářovi. Ten bydlel v Kelnhofu, kde také pořádal panství mající soudní pravomoc v květnu a na podzim. Práva a povinnosti lidí patřících k církvi byly v letech 1330 a 1331 písemně stanoveny vedle ustanovení o soudní pravomoci. Od roku 1400 do roku 1548 zastávali funkci rychtáře členové curyšské rodiny Wirz. Bydleli v Uerikonu, kde pravděpodobně na místě středověkého hradu rytířů z Uerikonu vedle starší kaple nechali v roce 1492 postavit hradní zříceninu a v letech 1531–1535 rytířský dům, které oba dodnes stojí. Lesní společenstva tří osad Ötikon, Oberhausen a Uelikon se v roce 1477 spojila do sdružení, které se v roce 1509 nazývalo „gmeind der dry dörfferen zue Stäfan”. Do reformace patřila obci kaple s koupelemi, která byla později zbořena. Reakce úřadů na spis, sepsaný v roce 1794 v čtenářském spolku Stäfa, vyvolala takzvaný Stäfnerhandel, konflikt, který vedl k vojenské okupaci obce. Dne 19. listopadu 1830 se ve Stäfě rozhodlo více než 100 občanů z celého kantonu svolat lidové shromáždění, které se stalo známé pod názvem Ustertag a které bylo počátkem restaurace režimu a vzniku moderního kantonu Curych.
Na začátku roku 1952 začal Robert Barth, zakladatel společnosti „Milkin-Institut Robert R. Barth“, v bývalé vinotéce ve Stäfě s výrobou švýcarského nápoje Rivella, který je druhým nejoblíbenějším nápojem ve Švýcarsku po Coca-Cole.

## Obyvatelstvo
| Rok            | 1799 | 1850 | 1900 | 1950 | 1970 | 2000   |
| Počet obyvatel | 3376 | 3705 | 4228 | 5294 | 9937 | 11 567 |

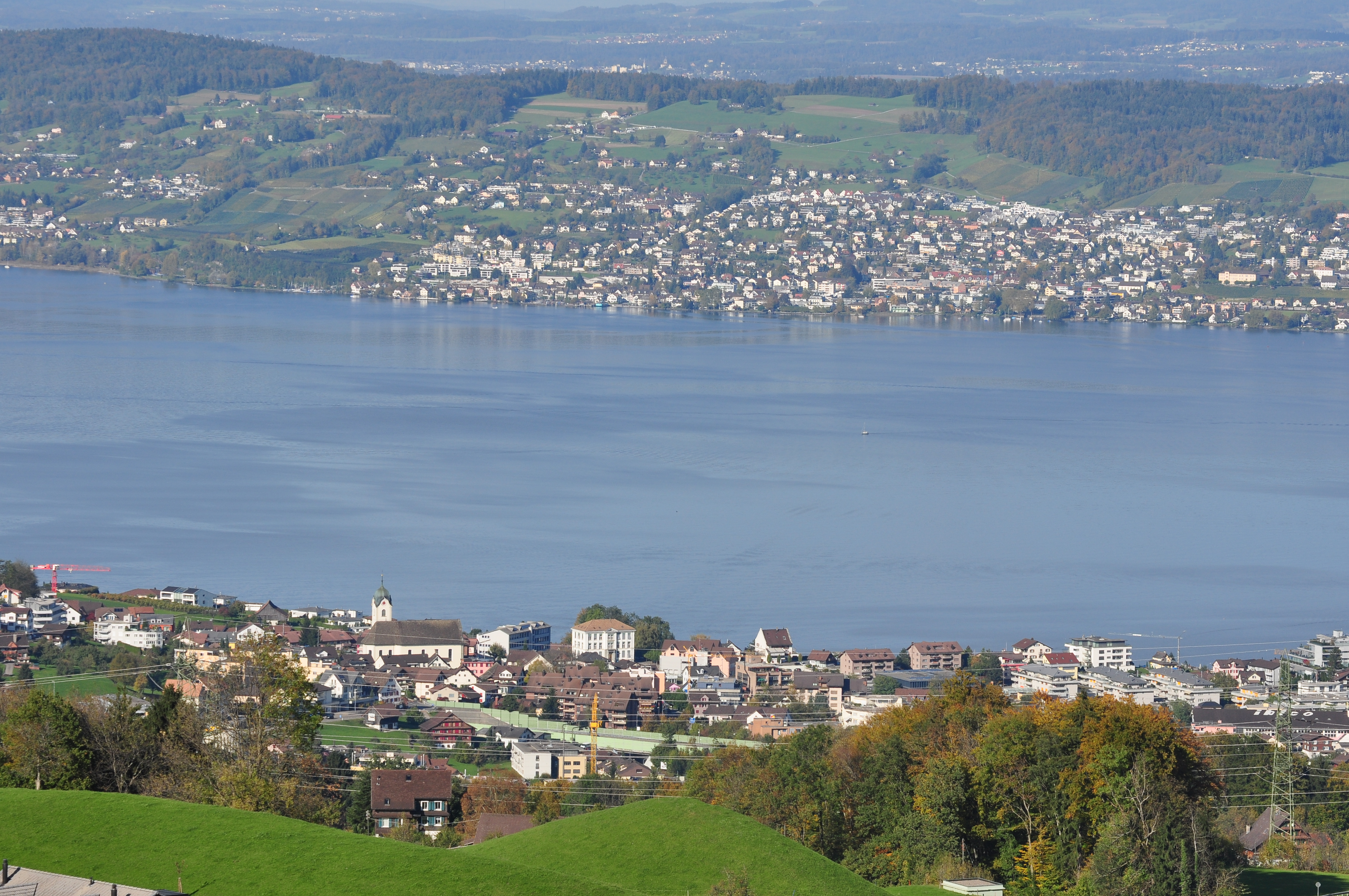
Stäfa, pohled z opačného břehu jezera

Úředním jazykem obce je němčina. Místní dialekt němčiny je nazýván Züridütsch (curyšská němčina). Většina obyvatel hovořila k roku 2000 německy (88,6 %), druhou nejčastější řečí byla italština (3,3 %) a třetí albánština (1,4 %).

## Doprava

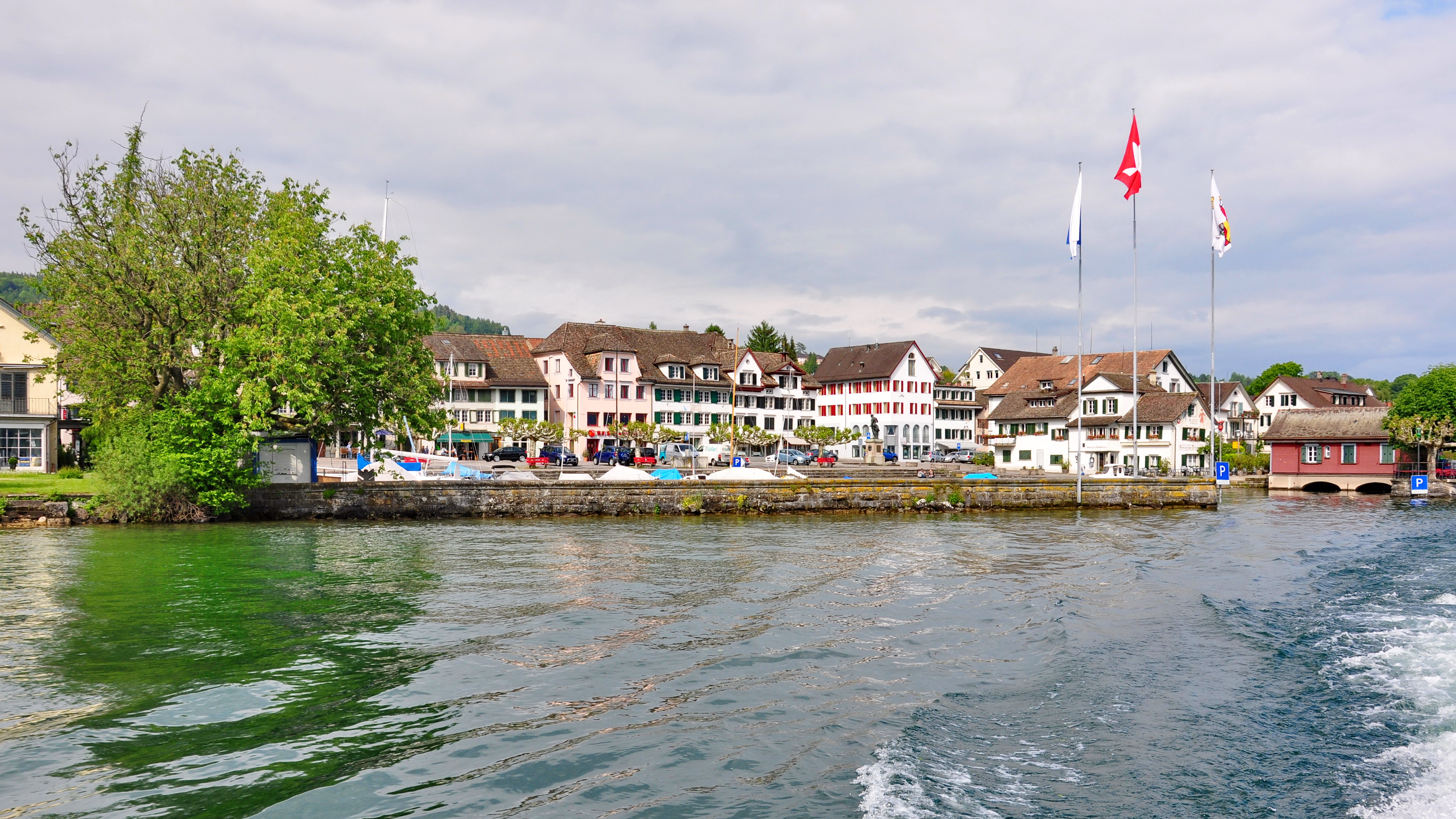
Přístaviště na Curyšském jezeře

Stäfou prochází železniční trať Curych–Rapperswil, která byla otevřena 14. března 1894 a elektrifikována v květnu 1926. Město Stäfa obsluhují linky S7 a S20 curyšského systému vlakových linek S-Bahn. Dále obec obsluhují autobusové linky, které jsou provozovány dopravním svazem Verkehrsbetriebe Zürichsee und Oberland (VZO).
Kromě toho do Stäfy jezdí lodě společnosti Zürichsee-Schiffahrtsgesellschaft, spojující sídla na Curyšském jezeře.

## Osobnosti
Město je vzhledem ke své lukrativní poloze na břehu jezera oblíbeným sídlem řady známých osobností. Ve Stäfě žily či pobývaly například tyto osobnosti:
- Ernst Wiechert (1887–1950), německý spisovatel
- Luděk Pešek (1919–1999), český malíř a ilustrátor
- Hans Boesch (1926–2003), švýcarský spisovatel
- Nick Heidfeld (* 1977), německý závodník a pilot Formule 1